# Беляков, Фёдор Игоревич
Фёдор И́горевич Беляко́в (10 апреля 1993, Москва, Россия) — российский хоккеист, защитник хоккейного клуба «Зауралье» (Курган).

## Карьера
Фёдор является воспитанником школы хоккейного клуба «Крылья Советов» (Москва). Стал хоккеистом, как и его старшие братья Кирилл и Никита. До 2010 года выступал за родной клуб. Был капитаном юношеской команды «Крылья Советов-1993». Жену зовут Зоя, сына - Данила, кота - Барсик. Кота Фёдор с супругой подобрали на улице со сломанной ногой в Новосибирске, вылечили, оплатив операцию, и забрали себе. Барсик - единственный кот в КХЛ, побывавший в Новосибирске, Владивостоке, Екатеринбурге, Учалах, Усть-Каменогорске, Москве, Ханты-Мансийске, Омске.
На драфте КХЛ-2010 Фёдор Беляков выбран во втором раунде под общим 27-м номером клубом «Металлург» (Новокузнецк). В 2010—2012 годах выступал за клуб МХЛ — «Кузнецкие Медведи». Провёл за клуб 108 игр, набрав 23 (6+17) очка.
С 2012 года Беляков стал игроком клуба КХЛ «Барыс». Также играл за ХК «Снежные Барсы», выступающий в МХЛ, и в составе «Барыс-2», выступающего в чемпионате Казахстана.
С 2013 года играл в составе нижнекамского «Нефтехимика», выступающего в КХЛ, под руководством Владимира Крикунова.
В 2014 и 2018 годах выступал за ЦСКА.
Первую шайбу в МХЛ забросил 29 ноября 2010 года в ворота «Ладьи» (Тольятти) в домашнем поединке в Новокузнецке.
Первую шайбу в КХЛ забросил 28 ноября 2013 года в поединке с «Донбассом» в Донецке, при игре «6 на 5» переведя игру в овертайм за 39 секунд до сирены.
В сезоне 2016-2017, выступая за "Сибирь", стал лучшим игроком КХЛ по блокированным броскам (152).
В сезоне 2020-2021 в составе "Югры" стал победителем регулярного чемпионата ВХЛ и обладателем Кубка Шёлкового пути, а также победителем плей-офф ВХЛ и обладателем Кубка Петрова. По блокированным броскам (198) стал лучшим игроком ВХЛ сезона 2020-2021.
В сезоне 2021-2022, выступая за "Адмирал", стал третьим в КХЛ по количеству блокированных бросков, проведя при этом на 30 процентов меньше матчей обладателя первой позиции.

## Статистика
| Легенда | Легенда                    | Легенда | Легенда                   | Легенда | Легенда    |
| ------- | -------------------------- | ------- | ------------------------- | ------- | ---------- |
| И       | Количество проведённых игр | Штр     | Штрафное время            | +/−     | Плюс-минус |
| Г       | Голы                       | П       | Голевые передачи          | О       | Очки       |
| -       | Статистика неизвестна      | —       | Статистика не учитывалась |         |            |